# Ignaz Berndaner
Temple de la renommée allemand : 1988
Ignaz Berndaner (né le 4 juillet 1954 à Garmisch-Partenkirchen) est un ancien joueur  et entraîneur professionnel allemand de hockey sur glace.

## Carrière
À 16 ans, il fait ses premiers pas dans le championnat allemand au sein du SC Riessersee. Deux ans plus tard, il fait partie de l'équipe nationale au championnat du monde 1973. Avant la saison 1974-1975, des joueurs du SC Riessersee partent vers le nord ; Berndaner échange avec le Düsseldorfer EG, mais le club bavarois refuse le transfert. Berndaner participe à tous les championnats du monde jusqu'en 1979 ainsi qu'aux Jeux olympiques de 1976, remportant la médaille de bronze. Il remporte son premier championnat avec le SC Riessersee en 1978 puis de nouveau en 1981.
Dans les années 1980, il cesse de faire partie de l'équipe nationale pour se consacrer du temps à lui-même. Il est de nouveau présent en 1982 et en 1983. Il met fin à sa carrière internationale aux Jeux olympiques de 1984. En 177 matchs, il a marqué 16 buts. En championnat, le SC Riessersee ne domine plus, cependant Berndaner garde confiance et refuse des offres lucratives, mais il se crée des tensions avec la direction. En 1987, le SC Riessersee est relégué, les tensions sont trop fortes, Berndaner doit s'engager avec l'EC Hedos Munich. Il joue deux ans dans la 2. Bundesliga. Il fait monter l'équipe et joue trois ans en élite puis revient à Riessersee pour arrêter sa carrière.
Il devient entraîneur de l'équipe junior de Riessersee et assistant de l'équipe élite puis chef en 1993. Il va ensuite au ERC Ingolstadt, alors en ligue régionale. En 2000, il est sélectionneur de l'équipe d'Allemagne de hockey sur glace féminin. Il s'engage avec les Eisbären Regensburg en 2002 puis les TSV Peißenberg en 2004 et ensuite l'EA Schongau et les Wanderers Germering en 2007.

## Palmarès
- Champion d'Allemagne : 1978, 1981.
- Médaille de bronze aux Jeux olympiques de 1976.